# BOSU

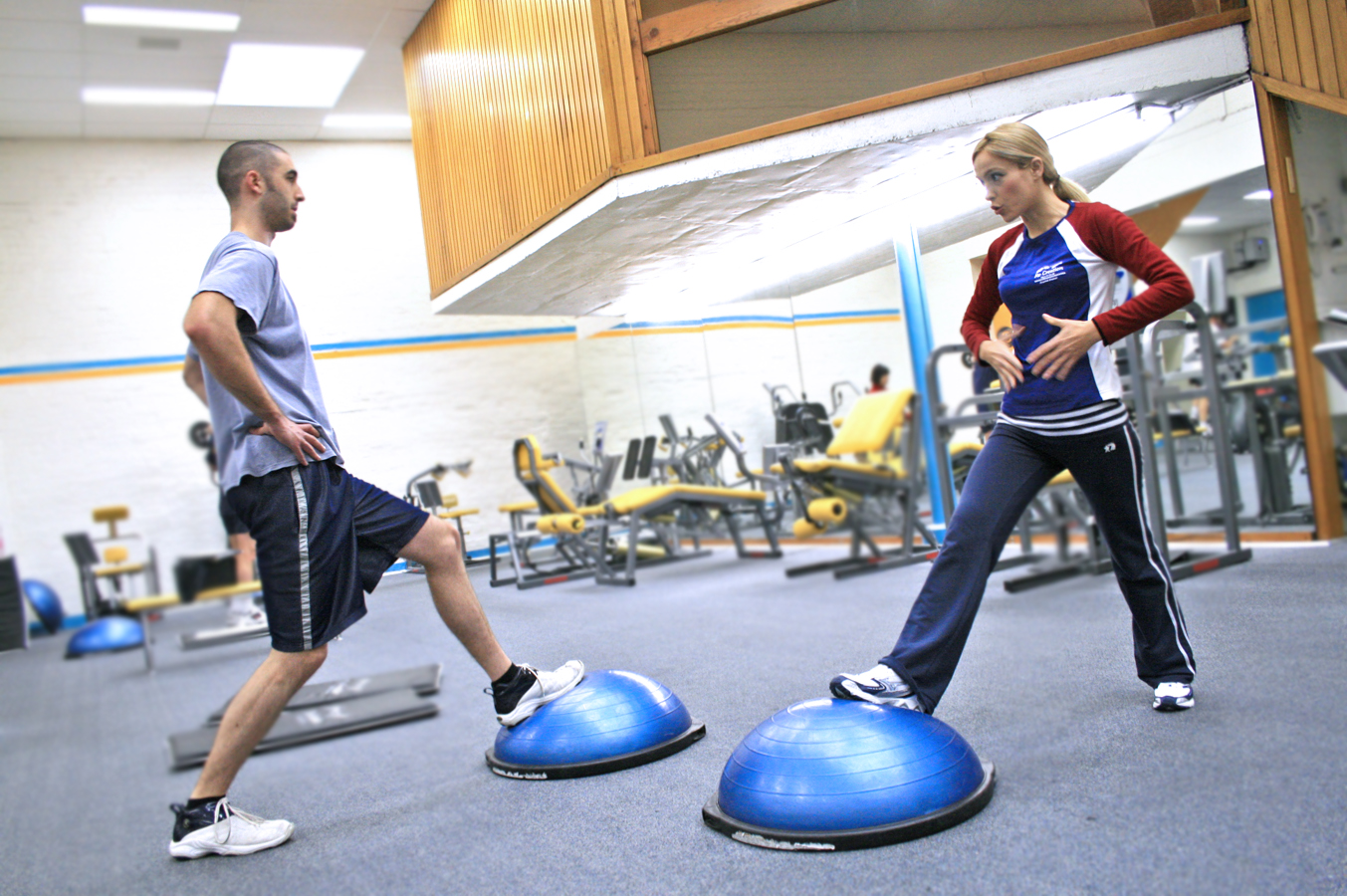

Un BOSU ou ballon BOSU (de both side up) est un instrument d'exercice pour la rééducation ou l'entrainement physique des membres inférieurs. Il est constitué d'un demi-ballon gonflable et mou sur lequel la personne essaye de maintenir son équilibre avec une ou deux jambes. Cet objet a été inventé en 1999 par David Weck.